# Albertina (Sudáfrica)
Albertinia es un asentamiento en el municipio de Hessequa en la provincia del Cabo Occidental en Sudáfrica.
La ciudad, situada en la región de Hessequa, está a unos 50 km al oeste de Mosselbaai, al pie de las montañas Langeberg, y se la conoce cariñosamente como la capital del aloe de Sudáfrica. La región en la que se encuentra la ciudad está denominada The Explorer's Garden Route.
Albertinia tiene dos fábricas de Aloe, como Aloe ferox, o Cape Aloe es autóctono de la zona. Otra planta autóctona del distrito de Albertinia es la Thamnochortus insignis, comúnmente conocida como paja, que se exporta para uso comercial.
La Iglesia Reformada Holandesa suele ser el escenario central de la fotografía de viajes y es una de las iglesias más reconocidas de la Ruta Jardín.
Fue construido en 1900 en la granja Grootfontein y se convirtió en municipio en 1920. El nombre se deriva del apellido de Johannes Rudolph Albertyn (1847-1920), el primer ministro reformado holandés que sirvió a la comunidad.